# Transmit

TransmitはPanicにより開発されたmacOS用のFTPクライアントである。Transmitはシェアウェアであり、7日間のトライアル期間経過後は購入されるまで7分間のセッションしか使えない。
Transmit 4にはMac OS X v10.4でAppleにより導入された、DashboardウィジェットやDockを使用したアップロード、.MacとiDisk/WebDAVのサポート、Finder（v4.0以降）のディスクとしてのFTP/WebDAV/S3サーバのサポート、Spotlight、Droplets、Amazon S3のサポート、Automatorプラグインなどの技術の長所を多数生かした機能が数多く含まれている。
Transmitは "Transit" と呼ばれていたが、既存の製品と重複していたため変更された。Transmitは元々Classic Mac OS用に開発されていたが、Classic用のバージョンは開発終了しフリーウェアとなった。

## バージョン履歴

### macOS版
- Transit - 最初のバージョン。Mac OS 8用 1998年
- Transmit 1.5 - Mac OS 9対応 1999年3月25日[1]
- Transmit 2 - Mac OS X対応 2000年10月23日[2]
- Transmit 3 - 2005年2月16日[3]
- Transmit 4 - 2010年4月27日[4]
- Transmit 5 - プロトコル/クラウドサービスのサポートを大幅に追加。ユーザインタフェースの刷新など。2017年7月18日[5][6][7]

### iOS版
- Transmit iOS - 2014年09月18日[8]

## 受賞した賞
Transmitは以下のように数多くの賞を受賞している:
- Apple Design Awards（英語版）, 2005 for "best Mac OS X Tiger technology adoption, for its use of features like Automator, Mac sync, Spotlight, Dashboard and more."[9]
- MacWorld Expo Best of Show（12受賞者の中から）, 2005[10]
- MacMinute Showtime Award, 2005[要出典]